# Aloe framesii
Aloe framesii é uma espécie de liliopsida do gênero Aloe, pertencente à família Asphodelaceae.